# 喜马拉雅塔藓
喜马拉雅塔藓（学名：Hylocomiastrum himalayanum）为烟杆藓科星塔藓属下的一个种。